# Madenur, Tiptur
Madenur là một làng thuộc tehsil Tiptur, huyện Tumkur, bang Karnataka, Ấn Độ.